# Vital Heynen

Vital Heynen trenerem reprezentacji Polski podczas meczu na Igrzyskach Olimpijskich 2020 w Tokio

Vital Heynen (ur. 12 czerwca 1969 w Maaseik) – belgijski siatkarz i trener.

## Kariera zawodnicza
Vital Heynen grał na pozycji rozgrywającego. Karierę zawodniczą rozpoczął w Rovoc Rotem. Następnie został zawodnikiem Vasco Maasmechelen, a potem w 1995 roku przeniósł się do Noliko Maaseik, z którym osiągnął pasmo sukcesów w rozgrywkach krajowych i europejskich pucharach: 8-krotne mistrzostwo Belgii (1996, 1997, 1998, 1999, 2001, 2002, 2003, 2004), 7-krotny zdobywca Pucharu Belgii (1997, 1998, 1999, 2001, 2002, 2003, 2004), 7-krotny zdobywca Superpucharu Belgii (1996, 1997, 1998, 1999, 2001, 2002, 2003) oraz 2-krotny finalista Pucharu Europy (1997, 1999) oraz brązowy medalista tych rozgrywek (2000), a także brązowy medalista Pucharu CEV (2001) oraz finalista Superpucharu Europy 1999. W 2005 roku w wieku 36 lat zakończył karierę zawodniczą.

## Kariera trenerska
Vital Heynen po zakończeniu kariery zawodniczej został w Noliko Maaseik, rozpoczynając w 2005 roku karierę trenerską. Klub w latach 2005–2012 pod jego wodzą również dominował w krajowych rozgrywkach oraz odnosił sukcesy w europejskich pucharach: 4-krotne mistrzostwo Belgii (2008, 2009, 2011, 2012), 5-krotny zdobywca Pucharu Belgii (2007, 2008, 2009, 2010, 2012), 5-krotny zdobywca Superpucharu Belgii (2006, 2008, 2009, 2011, 2012) oraz 2-krotny medalista Pucharu CEV (2008 – srebrny, 2010 – brązowy).
Następnie zastąpił Raúla Lozano na stanowisku selekcjonera reprezentacji Niemiec, na którym pozostał do 2016 roku. Pod jego wodzą drużyna sięgnęła po brązowy medal mistrzostw świata 2014 po pokonaniu w meczu o 3. miejsce reprezentacji Francji 3:0. Równocześnie trenował turecki Ziraat Bankası Ankara (2012–2013), Transfer Bydgoszcz (2013–2015), Tours VB (2015–2016), z którym wywalczył Superpuchar Francji 2015.
W 2016 roku pozostał w Niemczech zostając trenerem VfB Friedrichshafen, z którym 2-krotnie wywalczył wicemistrzostwo Niemiec (2017, 2018), Puchar Niemiec (2017, 2018) oraz Superpuchar Niemiec (2016, 2017). W międzyczasie w latach 2017–2018 trenował reprezentację Belgii.
7 lutego 2018 roku został selekcjonerem reprezentacji Polski, z którą awansował do turnieju finałowego Ligi Narodów 2018, a dnia 30 września 2018 roku na mistrzostwach świata 2018 po zwycięstwie w finale rozegranym w Turynie nad reprezentacją Brazylii 3:0 obronił z Biało-Czerwonymi tytuł mistrzowski. W listopadzie 2018 roku w Budapeszcie został wybrany Najlepszym trenerem Europy (CEV), a w styczniu 2019 wspólnie ze Stefanem Horngacherem odebrali nagrodę dla trenera roku w Polsce. W 2019 roku reprezentacja Polski pod wodzą Heynena wywalczyła srebrny medal podczas Pucharu Świata, brązowe medale Ligi Narodów i mistrzostw Europy.
11 lipca 2019 roku został trenerem włoskiego klubu Sir Safety Perugia a 15 kwietnia 2021 roku został zwolniony ze stanowiska trenera. W 2021 roku, po nieudanych Igrzyskach Olimpijskich w Tokio (ćwierćfinał) i brązowym medalu ME zakończył współpracę z męską kadrą. Od 2022 do 2023 był trenerem kobiecej reprezentacji Niemiec. W 2024 został wybrany na nowego selekcjonera męskiej reprezentacji Chin.

## Życie prywatne
Przez dłuższy czas był związany z Veerle Peeters, z którą się rozwiódł oraz ma z nią trzy córki: Laurę, Bente oraz Jade. Każda z nich gra w siatkówkę. Laura gra na przyjęciu, Bente gra na pozycji libero w Schovoc Beverst, Jade jest aktualnie rozgrywającą klubu HVC Helchteren. Ma o 4 lata starszego brata Dirka. Obecnie jest z młodszą o 28 lat Polką, Aleksandrą Grochal, która zajmuje się modelingiem i działa w Polskim Komitecie Olimpijskim.

## Sukcesy

### Zawodnicze

#### klubowe
Mistrzostwa Belgii:
- 1996, 1997, 1998, 1999, 2001, 2002, 2003, 2004
- 2000, 2005

Puchar Belgii:
- 1997, 1998, 1999, 2001, 2002, 2003, 2004

Superpuchar Belgii:
- 1996, 1997, 1998, 1999, 2001, 2002, 2003

Puchar Europy Mistrzów Klubowych:
- 1997, 1999
- 2000

Puchar CEV:
- 2001

Superpuchar Europy:
- 1999

### Trenerskie

#### klubowe
Puchar Belgii:
- 2007, 2008, 2009, 2010, 2012

Superpuchar Belgii:
- 2007, 2009, 2010, 2012

Puchar CEV:
- 2008
- 2010

Mistrzostwo Belgii:
- 2008, 2009, 2011, 2012
- 2010

Superpuchar Francji:
- 2015

Superpuchar Niemiec:
- 2016, 2017, 2018

Puchar Niemiec:
- 2017, 2018, 2019

Mistrzostwo Niemiec:
- 2017, 2018, 2019

Superpuchar Włoch:
- 2019, 2020

#### reprezentacyjne
z reprezentacją Niemiec
Mistrzostwa Świata:
- 2014

z reprezentacją Polski
Mistrzostwa Świata:
- 2018

Liga Narodów:
- 2021
- 2019

Mistrzostwa Europy:
- 2019, 2021

Puchar Świata:
- 2019